# ساباط
ساباط‌ یا سابات از ویژگی‌های معماری زیست‌بوم‌های گرمسیر و کویری است. در ایران در استان‌هایی مانند یزد، کرمان، اصفهان، خوزستان، خراسان جنوبی ، کاشان و غیره یافت می‌شوند. علاوه‌بر ایران، گونه‌هایی از ساباط در شهرهای شمال آفریقا مانند قاهره، تونس، الجفله و دیگر شهرها هم ساباط وجود دارد.

## کاربرد
یکی از کارکردهای سابات پدیدآوردن سایه و جایگاهی خنک برای رهگذران است. این سازه به علت نیمه پوشیده بودن در تابستان به پدید آمدن کوران هوا می‌انجامد که هوای درون سابات را از بیرون آن خنک‌تر می‌کند. همین نیمه پوشیده بودن در زمستان به گرمتر شدن هوای درون سابات از بیرون آن می‌انجامد. سابات‌ها همچنین مایهٔ یکپارچگی و استواری خانه‌های کنارشان هستند و به آنها در پایداری در برابر نیروهای پدید آمده از فشار سازه کمک می‌کنند.

## واژه
محمدکریم پیرنیا «سابات» را واژه‌ای فارسی و مرکب از دو بخش «سا» به معنی آسایش و «بات» نشانگر ساختمان، آبادی و سازه دانسته است. همچنین گفته شده‌است که سابات از واژهٔ سایه‌باد گرفته شده زیرا این بنا سایه و باد را برای مردم در گرمای تابستان فراهم می‌کند.

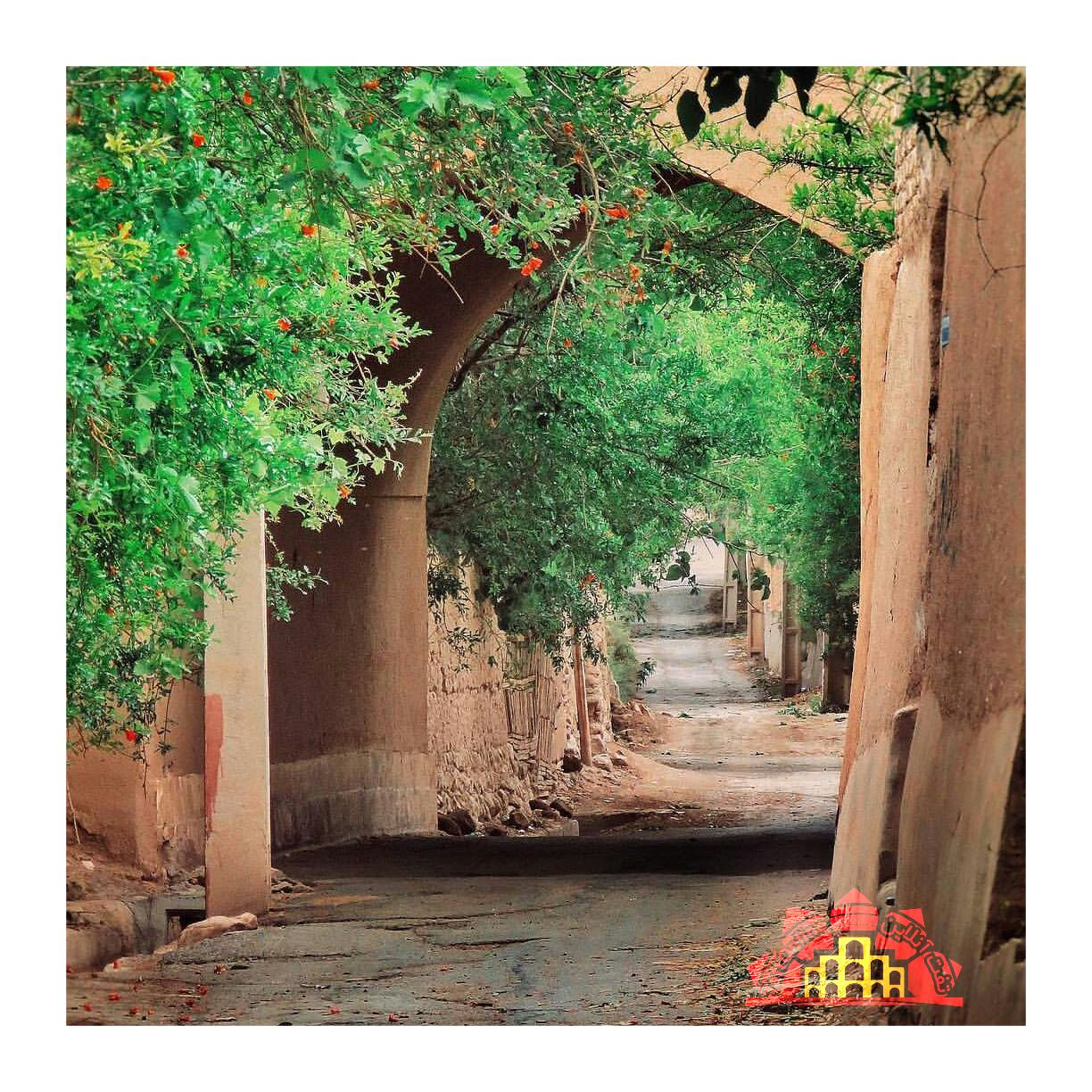
ساباطی در تفت، ایران

## نگارخانه

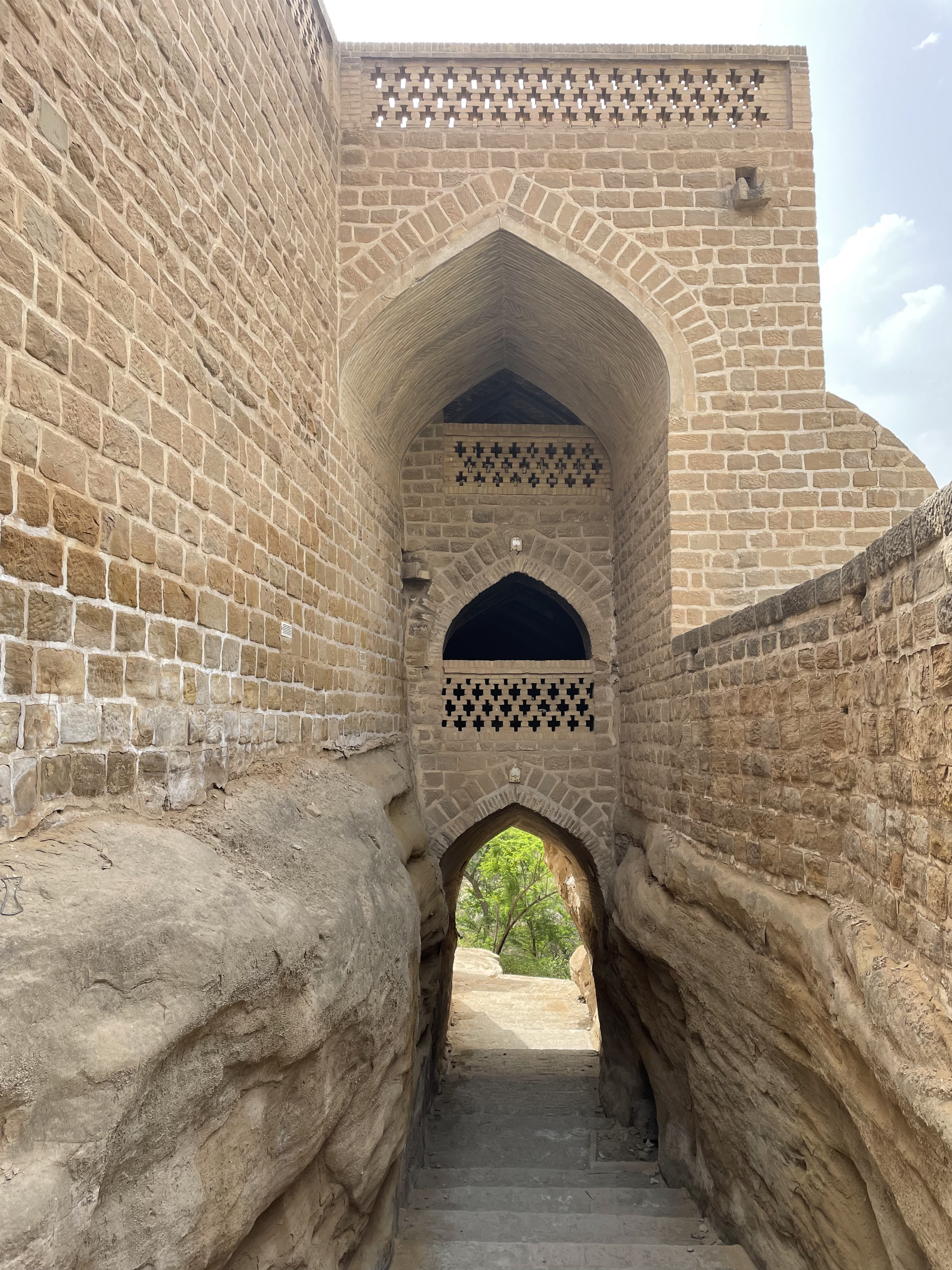
یک ساباط سه طبقه در شوشتر، ایران
ساباطی در دزفول، ایران
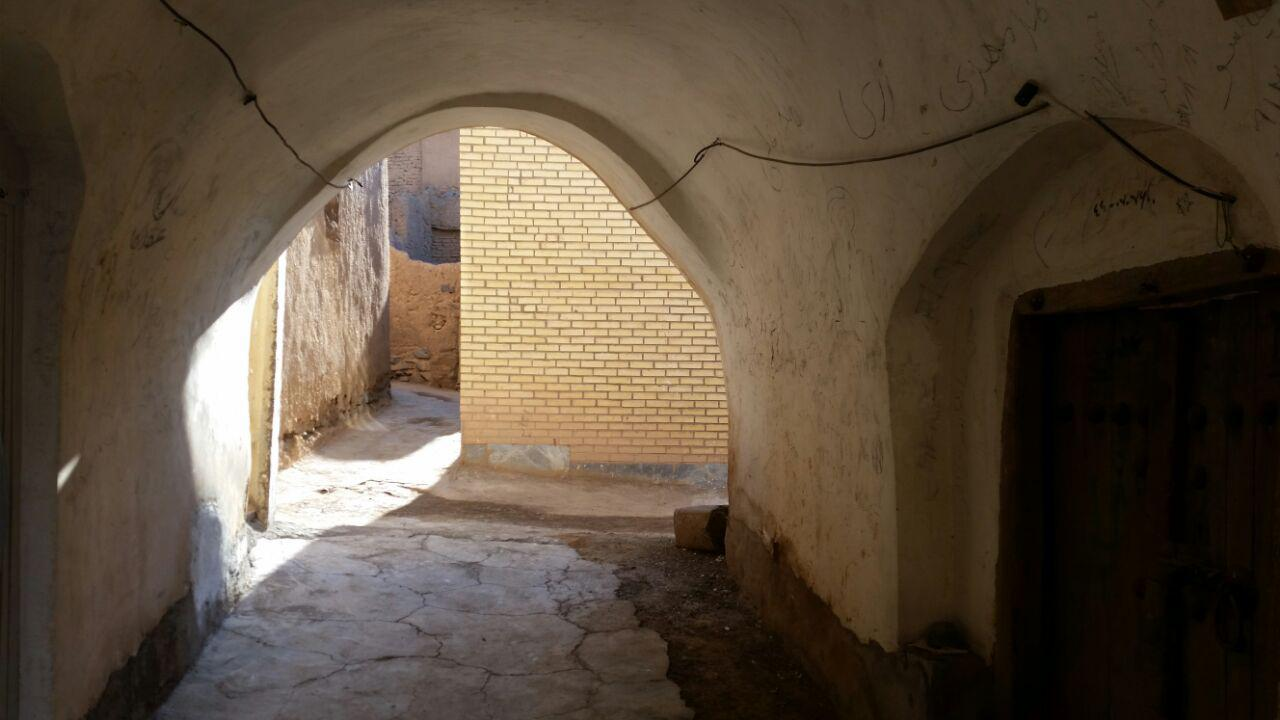
ساباطی در کرمان، ایران
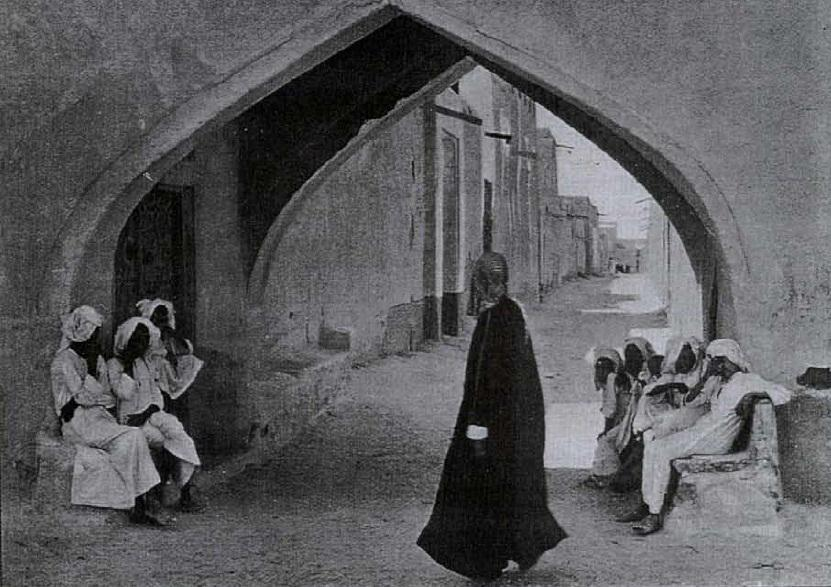
ساباطی در کویت، کویت
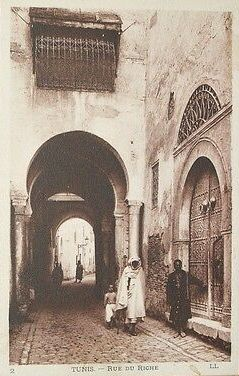
ساباطی در شهر قدیم تونس، تونس